# 冨田大樹
冨田 大樹（とみた だいき、1997年11月29日 - ）は、日本のプロボクサー。大阪府堺市出身。ミツキボクシングジム所属。元WBOアジアパシフィックライトフライ級王者。

## 来歴
14歳で母に勧められてボクシングを始めた。
2015年5月3日のプロデビュー戦は3回TKO勝ち。
2016年西日本ミニマム級新人王として、東軍代表富岡達也を相手に4回2分12秒TKO勝ちで全日本新人王獲得。
その後2018年7月24日に後楽園ホールで石澤開と日本ミニマム級ユース王座決定戦を行う予定だったが、石澤の怪我のため、試合中止。同年9月29日に後楽園ホールでOPBF東洋太平洋ミニマム級王者小浦翼とOPBFミニマム級タイトルマッチを行い、12回0-3（108-119×2、110-117）判定負けでOPBF王座獲得失敗して、プロ初黒星。
そして2019年9月17日に大浜体育館でWBOアジアパシフィックライトフライ級5位の山口隼人とWBOアジアパシフィックライトフライ級王座決定戦を行い、12回3-0（117-112、118-110、118-113）判定勝ちでアジアパシフィック王座獲得。
その後王座を返上し、2020年7月25日に神戸市立中央体育館でWBC世界ライトフライ級7位・IBF同級14位、元日本同級王者の堀川謙一とOPBF東洋太平洋ライトフライ級王座決定戦を行い、10回1分47秒TKO負けを喫し、王座獲得に失敗した。
2022年12月4日、エディオンアリーナ大阪第1競技場で日本ライトフライ級2位の芝力人と日本ライトフライ級王座決定戦を行い、10回0-1(94―96、95―95×2)のドロー判定で日本王座獲得に失敗した。

## 獲得タイトル
- 全日本ミニマム級新人王
- WBOアジアパシフィックライトフライ級王者（防衛0=返上）

## 戦績
- プロボクシング - 21戦18勝（6KO）2敗1分